# Juan de Borja Llançol de Romaní
Juan de Borja Llançol de Romaní, dito "O Menor"  (Valência, 1470 - Fossombrone, 17 de janeiro de 1500) foi um cardeal espanhol pertencente à poderosa família Borja. Foi arcebispo de Cápua e administrador apostólico da Arquidiocese de Valência.
Filho de Jofre de Borja Llançol, 9.º Barão de Villalonga, e Juana de Moncada, sobrinha do Papa Alexandre VI, nasceu em Valência em 1470. Era irmão do também cardeal Pedro Luis de Borja Llançol de Romaní.
Em 19 de setembro de 1494 foi eleito bispo de Melfi, da qual iria se demitir em 3 de dezembro de 1498. Enquanto isso, em 1496, foi promovido a metropolita de Cápua, de onde se retirou em 15 de outubro de 1498.
O Papa Alexandre VI o elevou ao posto de cardeal no consistório de 19 de fevereiro de 1496. Foi vigário do Papa para Roma, fazendo residência no Palácio do Vaticano. Em 1498, a ele foi confiado várias posições políticas, primeiro em Perugia, em seguida, em Viterbo. Obtém a administração da arquidiocese de Valência, mas nunca chegou a visitar a diocese. Foi nomeado como comandante das tropas papais e marchando em direção a Bolonha adoeceu e morreu em 17 de janeiro de 1500 em Fossombrone (de acordo com outras fontes em Urbino) com 30 anos de idade.